# Rhabinopteryx turanica
Rhabinopteryx turanica là một loài bướm đêm trong họ Noctuidae.